# 真説エロティック・ゴースト・ストーリー
『真説エロティック・ゴースト・ストーリー』（原題：聊齋三集之 燈草和尚、英：Erotic Ghost Story III）は、1992年に製作された香港映画。第1作『真説エロティック・ゴースト・ストーリー/艶魔大戦』、第2作『真説エロティック・ゴースト・ストーリー/覇王ウーチュンの逆襲』に続くシリーズ第3作である。

## キャスト
- チュウ：ポーリン・チャン
- ツェ・ケンマン
- チャン・リンファー
- 大友梨菜
- 丹沢亜紀
- 工藤ひとみ
- 貝塚里美
- マン・スー